# BreakAway Games
BreakAway Games es un desarrollador de videojuegos con sede en Hunt Valley, Maryland, establecida en 1998. Su personal ejecutivo se compone de varios veteranos de empresas, tales como MicroProse, Origin Systems, Atari y Acclaim Entertainment.
Desde 1998, BreakAway se ha distinguido como una empresa desarrolladora de videojuegos ganadora de premios de juegos de simulación en una variedad de géneros, en asociación con empresas como Electronic Arts, Sierra Online, Hasbro, The Walt Disney Company y ABC Sports.
BreakAway Games estableció por primera vez en el mercado juegos de estrategia con títulos como Sid Meier's Antietam! (1998), en el 2000 la expansión Cleopatra: Queen of the Nile para Faraón, Waterloo: Napoleon's Last Battle (2001), Austerlitz: Napoleon's Greatest Victory, el Paradise Island expansión para Tropico, Emperor: Rise of the Middle Kingdom (2002), y el 2003 la expansión Civilization III: Conquests.
BreakAway Games es uno de los mayores desarrolladores de juegos serios, después de haber desarrollado varios juegos para militares de los EE. UU. y para el Departamento de Justicia de EE. UU., así como para la salud y diversas organizaciones de caridad. La empresa tiene relaciones estratégicas con AAI, Boeing, Booz Allen Hamilton, GMA Industrias, y General Dynamics, entre otras. La empresa tuvo la capacidad de formar esas relaciones es el resultado directo de muchos años de experiencia en el desarrollo de modelos militares y operativos de PC basados en simulaciones de guerra para los militares. El Ejército de los Estados Unidos de Instrucción y Doctrina de Mando, la Oficina del Secretario de Defensa neta de las cuotas (OSD), la Escuela de Guerra del Ejército, la Marina de Guerra College, la Universidad Nacional de la Defensa, el Comando Conjunto de las Fuerzas de Experimentación Dirección y muchas otras organizaciones gubernamentales y organizaciones militares también han utilizado BreakAway-developed software.
BreakAway es también el principal promotor de Pulso!, un tratamiento médico de formación de simulación que se está desarrollando en colaboración con Texas A & M University en Corpus Christi, Texas.